# Sketch
Een sketch is een kort komisch optreden, gewoonlijk tussen één en tien minuten lang met een of meer acteurs. Vaak zijn er meerdere sketches achter elkaar. De sketch kan zich op het toneel afspelen, maar ook in een andere omgeving.
Het Engelse woord sketch betekent letterlijk 'schets', maar wordt in het Nederlands alleen gebruikt om de komische stukjes aan te duiden.
In Nederland zijn met name André van Duin, Van Kooten en De Bie, Farce Majeure, Pisa, Jiskefet, Nieuw Dier, Draadstaal, Sluipschutters, Toren C en op de radio Spijkers met koppen bekend om hun sketches. In België zijn Gaston en Leo, Jacques Vermeire, Bart Peeters, Hugo Matthysen, het cabaretviertal Neveneffecten, TV-Touché en Buiten De Zone bekende makers van sketches of programma's met sketches. Bekende buitenlandse televisieprogramma's die uit een verzameling sketches bestaan zijn onder meer Monty Python's Flying Circus, The Fast Show, Little Britain en Chappelle's Show. Ook het duo Dean Martin en Jerry Lewis deed veel sketches.